# Hakima Kissai
Hakima Kissai, née le 28 octobre 1989, est une joueuse de snooker marocaine. Elle a suivi un cursus à l'école nationale de commerce et de gestion d'El Jadida.

## Carrière
Aux Jeux africains de 2019, Hakima Kissai obtient la médaille de bronze du tournoi individuel féminin et la médaille d'or en double mixte avec Yassine Bellamine,.

## Palmarès
- Médaille de bronze en individuel aux Jeux africains de 2019 à Casablanca
- Médaille d'or en double mixte avec Yassine Bellamine aux Jeux africains de 2019 à Casablanca